# Štuke
Štuke (Esocidae) su porodica riba s koštanim skeletom (koštunjače) i istodobno pripada i mekoperkama. Imaju vitko tijelo i izuzetno su brze i okretne ribe koje spretno hvataju plijen, najčešće druge sitnije ribe ili vodozemce. Vilice su im jako izvučene i snabdevene velikim brojem oštrih zuba.
Živi u mirnim vodama kanala, bara i jezera. 
Porodica štuka obuhvaća sljedeće vrste:
- europska štuka (Esox lucius)
- maski (Esox masquinongy) je riba veća od europske štuke i nalazi se samo u Sjevernoj Americi i Kanadi
- američka štuka (Esox americanus) se nalazi u istočnim dijelovima SAD-a
- crna štuka (Esox niger) naseljava Teksas i Novu Škotsku
- pjegava štuka (Esox reichertii) živi u istočnom Sibiru

## Vanjske poveznice
|  | Zajednički poslužitelj ima još gradiva o temi Štuke |